# Diorios
Diorios (gr. Διόριος, tur. Tepebaşı) – wieś na Cyprze, w dystrykcie Kirenia.
W wyniku inwazji tureckiej w 1974 obszar, w którym znajduje się miejscowość kontrolowany jest przez nieuznawaną na arenie międzynarodowej, proklamowaną w 1983 Turecką Republikę Cypru Północnego. Republika Cypryjska rości sobie prawa do tych terenów.